# Maffra
Maffra – miasto w Australii, w stanie Wiktoria.